# Kościejów (Ukraina)
Kościejów – wieś na Ukrainie w rejonie lwowskim (wcześniej w rejonie żółkiewskim) należącym do obwodu lwowskiego. 
W II Rzeczypospolitej wieś w powiecie lwowskim województwa lwowskiego. W latach 1944–1945 nacjonaliści ukraińscy z OUN-UPA zamordowali tutaj 22 Polaków.
W okresie wojny we wsi działała polska samoobrona. Jej dowódca, Aleksander Kassaraba, żołnierz Armii Krajowej, został zamordowany w 1946 r. przez władze komunistyczne. 

## Zabytki
- Kościół św. Mikołaja z XV wieku, wzniesiony przez zakonników dominikańskich ze Lwowa. Z tego okresu zachowało się prezbiterium. W XVII wieku dostawiono nawę. Fasada pochodzi z lat 30. XIX wieku. Kościół zamknięto w 1945 roku. Po 1985 roku oddana przez władze sowieckie prawosławnym, którzy przebudowali kościół na cerkiew św. Eliasza, pozbawiając go walorów zabytkowych.
- Dzwonnica parawanowa z 1836 roku
- W pobliżu nagrobek Marianny Nagonowskiej z 1812 roku z figurą
- Kapliczka św. Jana Nepomucena na cmentarzu